# 刀悶克彰
刀悶克彰，（?—?年），中國清朝時期鎮康州土司，1822年襲封，是上任土司刀悶濟之子。刀悶克彰之後由子刀悶晟圖襲封土司。後世文獻紀載，在刀悶克彰土司任內，鎮康州西部科干山被封給了楊氏果敢土司，但在鎮康改土歸流時，土司家族呈現給清政府的文件仍包含果敢。